# Костёл Пресвятой Троицы (Судярве)
Костёл Пресвято́й Тро́ицы (лит. Švenčiausios Trejybės bažnyčia) — католический храм в стиле классицизма в деревне Судярве, в 16 км к северо-западу от Вильнюса. По форме представляет собой классицистскую ротонду; один из немногих храмов в Литве овальной или круглой формы. Здание храма монументально, оригинальной композиции и стройных пропорций. Образцом для такого рода округлых в плане купольных костёлов служили римские ротонды, однако в Литве этот тип храма не распространился. Среди других немногих редких примеров называют, помимо костёла в Судярве, храм Святого Антония в Кальвяй (1800—1806). Авторство проекта приписывается, по одной версии, архитектору Вавжинцу Гуцевичу (Лауринасу Стуоке-Гуцявичюсу), по другой — его тёзке Вавжинцу Борткевичу (Лауринасу Борткявичюсу).
Комплекс построек костёла (сам храм, колокольня и ограда с воротами) включён в Регистр культурных ценностей Литовской Республики (код 1031), охраняется государством как объект национального значения.
Службы на польском и (с 2005 года) литовском языках.

## История

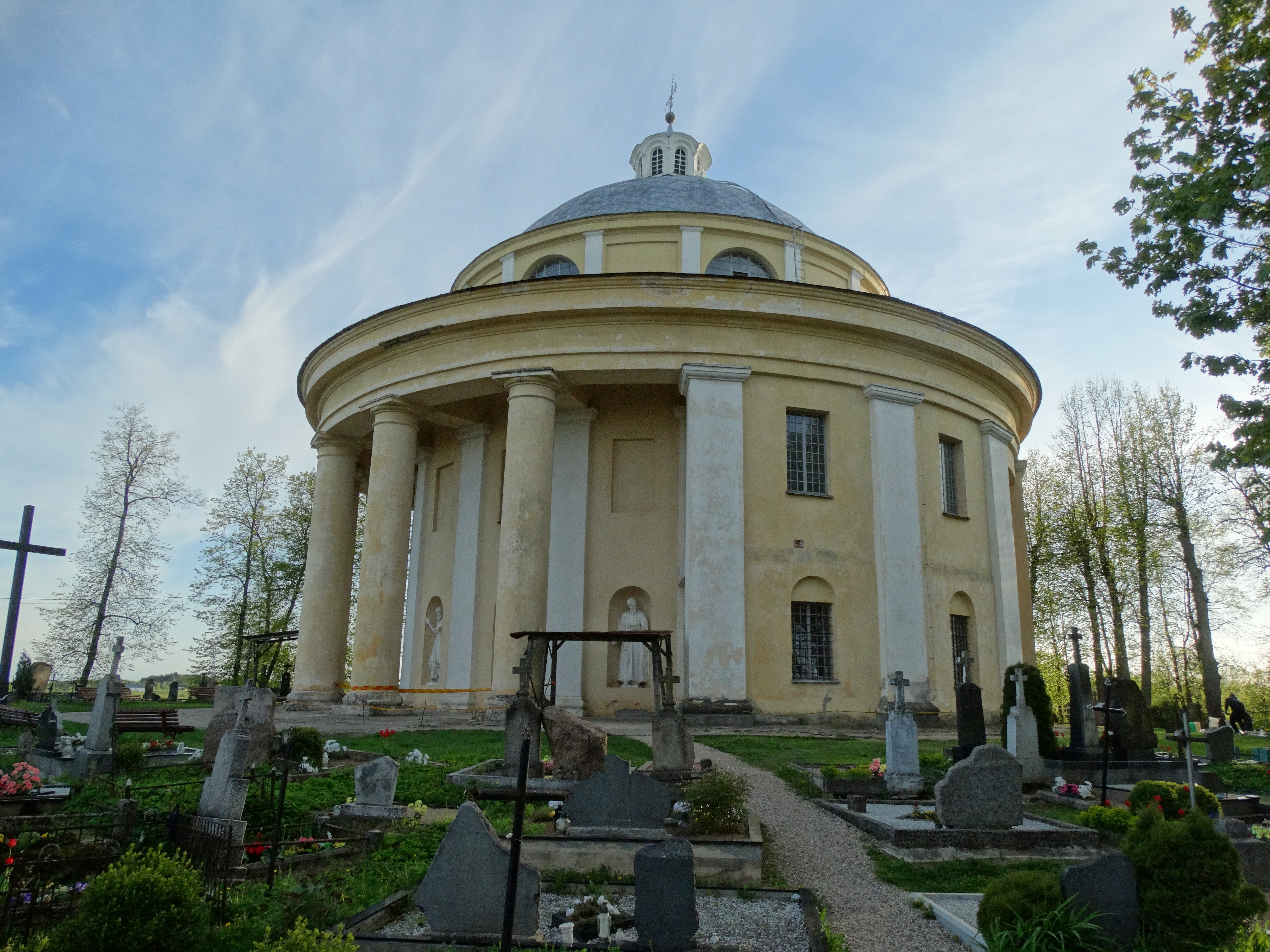
Вид костёла со стороны кладбища

Судерва (Судярве) в 1594 году была приписана к виленскому православному братству Святой Троицы, которое в 1669 году продало деревню виленскому иезуитскому новициату. Виленский епископ Игнацы Якуб Масальский и Теодора Сапега в 1782 году построили деревянный костёл во имя Святых Петра и Павла. К нему были приписаны деревня Саугунишки и фольварк под Майшогалой. В 1783 году был основан приход. При костёле действовал приют (сгорел в 1820 году).
По другим сведениям, средства на деревянный костёл Святых Петра и Павла выделил в 1783 году епископ Валенты Волчацкий с условием, чтобы настоятель еженедельно служил мессу за Теодору Сапегу (урожденную Солтан), усопшую жену мстиславского воеводы.

### Автор проекта

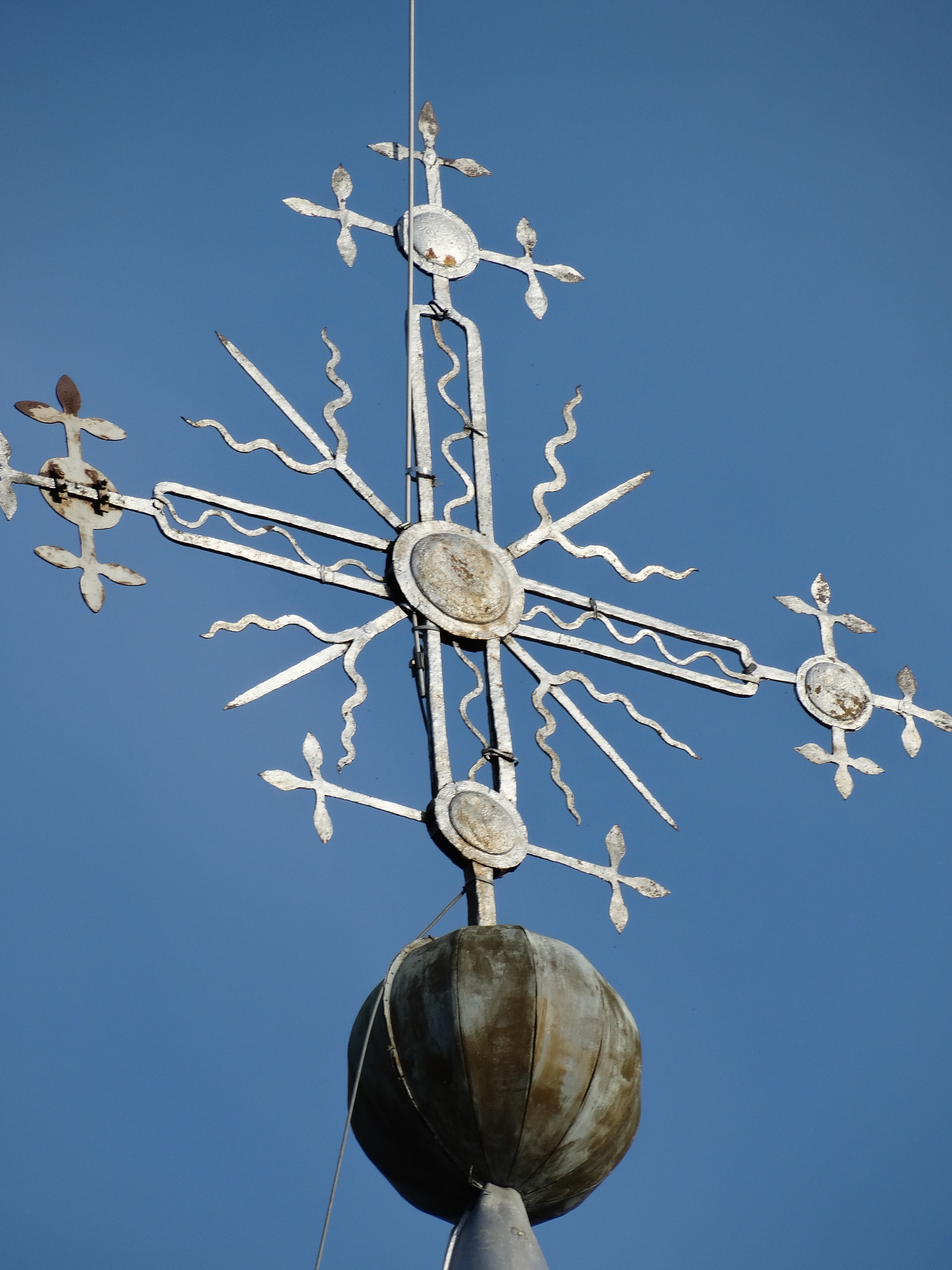
Крест

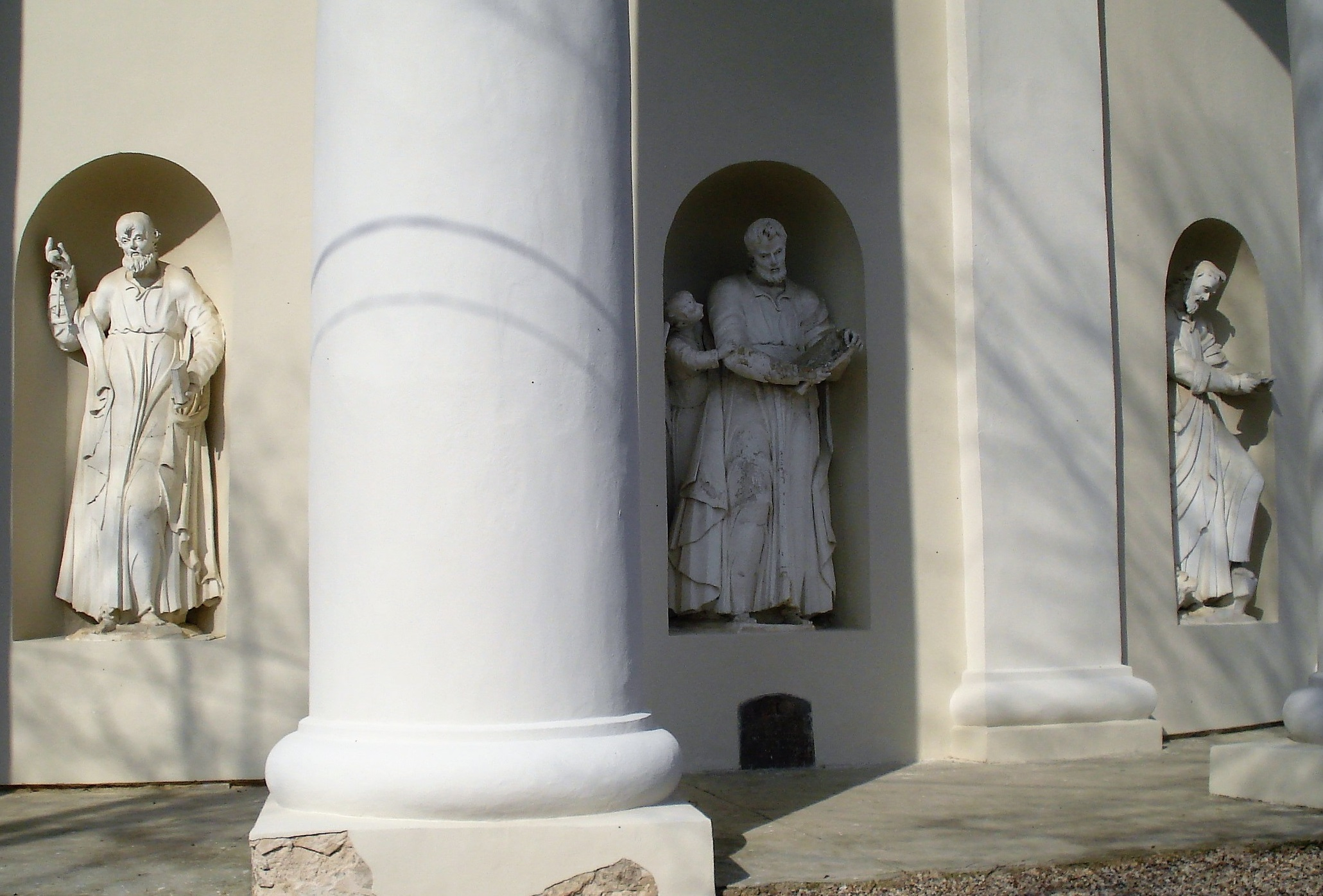
Статуи в нишах

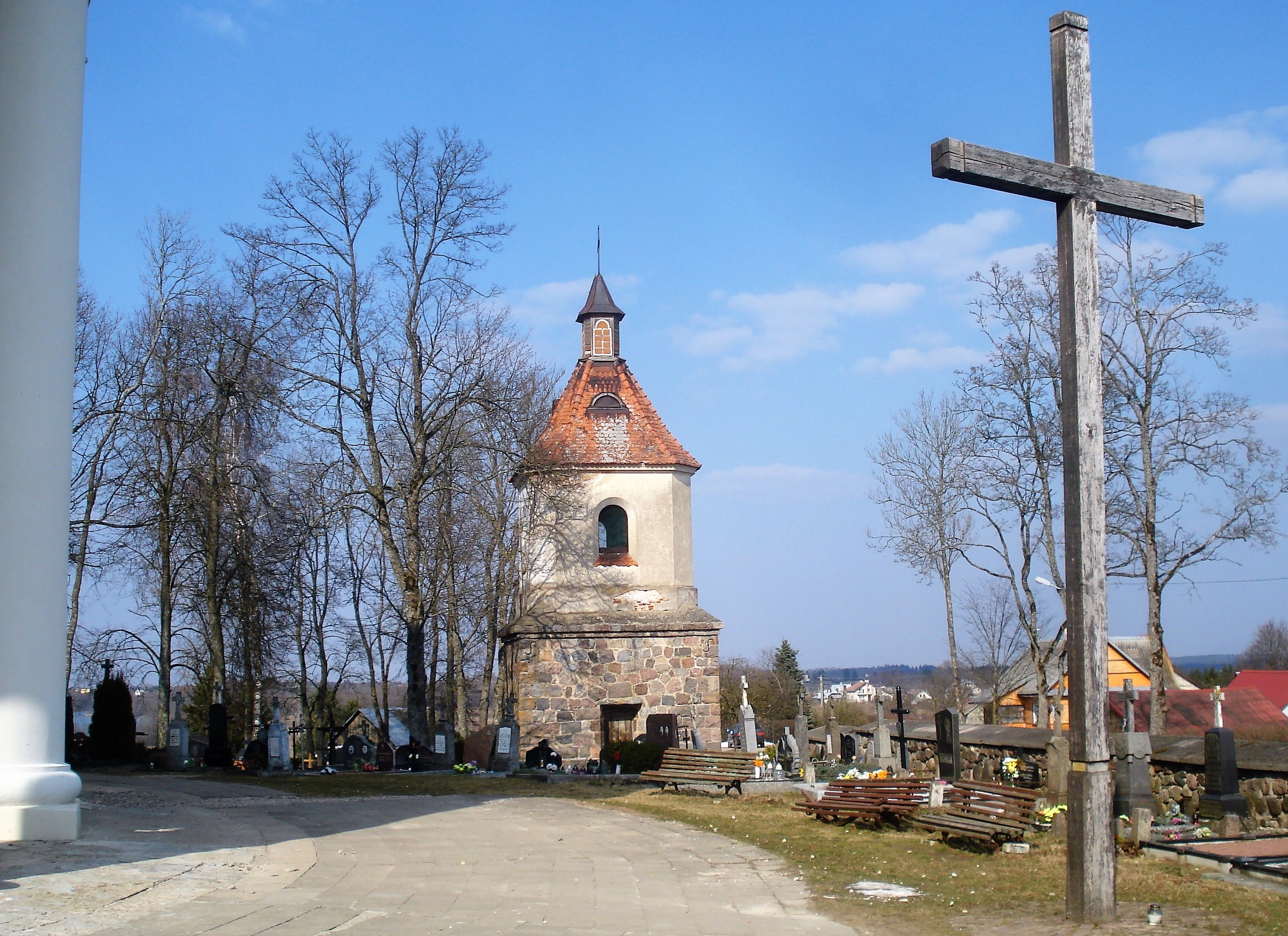
Колокольня

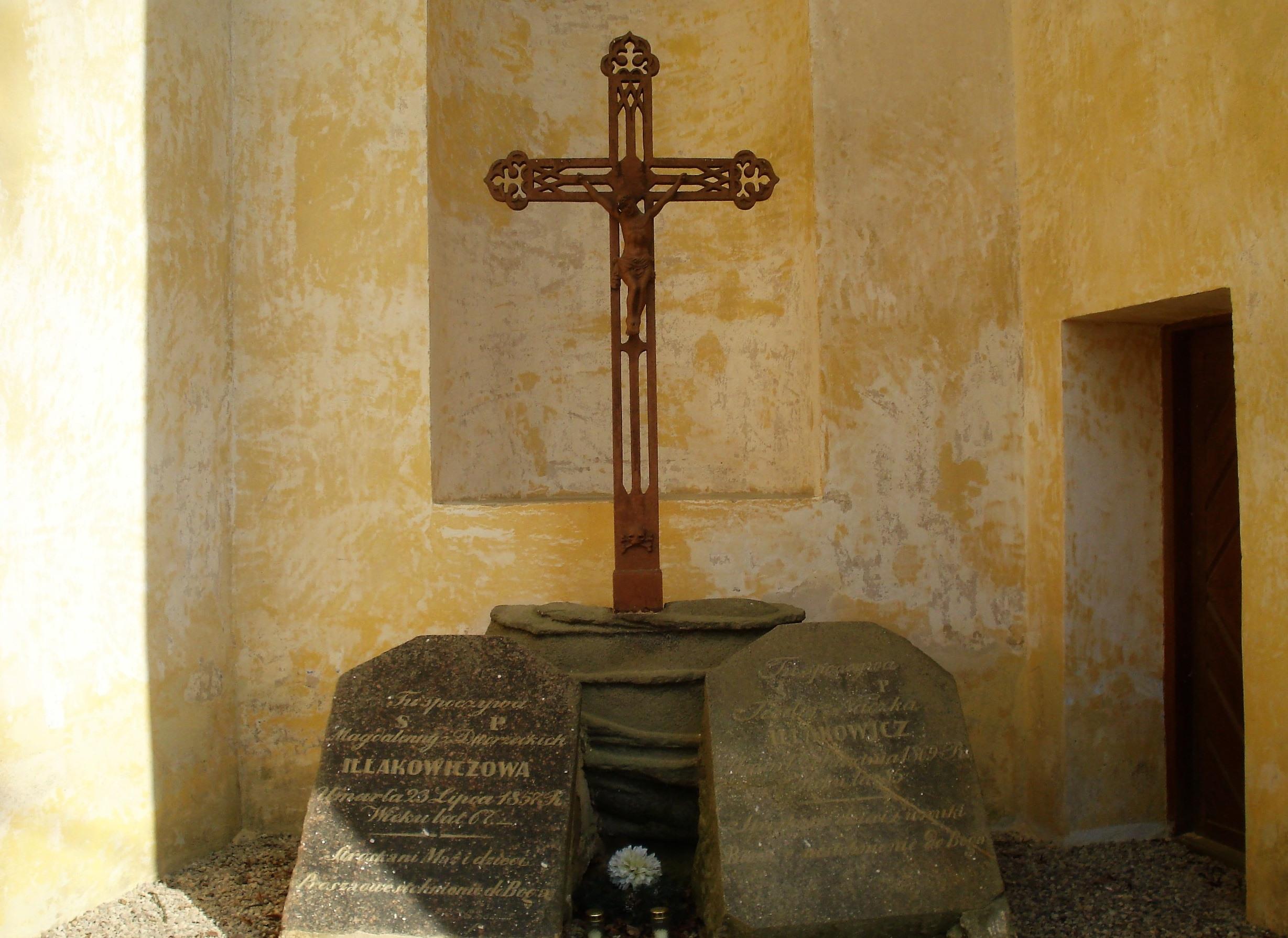
Надгробия Иллаковичовой и Иллаковича

Владелец поместья епископ Валенты Волчацкий в 1803—1822 годах, по одной версии, по проекту Вавжинца Гуцевича построил нынешний каменный костёл. Руководил строительством ученик Гуцевича архитектор Вавжинец Борткевич (Лауринас Боркявичюс; Laurynas Bortkevičius).
По документам, которые обнаружил в 1940 году польский историк и исследователь архивов Эузебиуш Лопацинский, храм возведён по проекту архитектора доминиканца Вавжинца Борткевича, ученика Михала Шульца. Во время войны обнаруженные материалы пропали. На те же сведения об авторстве Борткевича ссылался историк польский историк искусства Мариан Морелёвский.
Мнение об авторстве Гуцевича широко распространено и опирается на представления о том, что создать проект столь стильного храма мог только такой выдающийся архитектор, а стилистика храма напоминает другие проекты того же автора. Владислав Сырокомля во втором томе своих краеведческих очерках «Прогулки по Литве в радиусе Вильно», изданных в Вильно в 1860 году („Wycieczki po Litwie w promieniach od Wilna“) утверждал, что костёл выстроен «по плану, который начертил Вавжинец Гуцевич, наш известный архитектор» („podług planu, który skreślił Wawrzyniec Gucewicz, nasz znany architekt“); план «хорошо напоминающий стиль Гуцевича» („dobrze przypominający styl Gucewicza“).

### История сооружения и обновлений
Согласно более детальной истории сооружения храма, местный настоятель доминиканец Цезарий Волчацкий в 1803 году начал строить новый каменный костёл на средства того же епископа Валенты Волчацкого, владельца Судервы, монаха доминиканского ордена и каноника виленского капитула. В 1811—1812 годах строительство было завершено новым владельцем усадьбы Ипполитом Волк-Ланевским. Храм расположился на части бывшего парка, на холме, опоясанном каменной оградой.
В 1822 году прежний деревянный храм был разобран и освящён новый костёл.
Проект был заказан фундатором храма доминиканцем архитектору из того же монашеского ордена Борткевичу, который начал изучать архитектуру в Виленском университетe в 1802 году. Он уже был доктором теологии и, вероятно, был знаком со строительным мастерством, имеющим в доминиканском ордене давние местные традиции.
В 1834 году храм был освящён виленским епископом Анджеем Бенедиктом Клонгевичем.
В 1851—1852 годах костёл ремонтировался по смете и проекту, составленным архитектором Фомой Тышецким (он же Томаш Тышецкий). Ремонты проводились также в 1876, 1883, 1903 годах.
В 1927—1931 годах по смете инженера архитектора Яна Боровского вместо старого купола был построен новый, оштукатурены и перекрашены стены, выполнены другие ремонтные работы; в 1929 году построена колокольня.

## Фасад
В центре колоннады тосканских колонн расположен скромный портал. По обеим сторонам его в подчёркнутых пилястрами нишах стоят деревянные крашенные белой краской статуи апостолов Петра (высота 292 см) и Павла (300 см), евангелистов Иоанна (высота 305 см), Луки (высота 294 см), Матфея (294 см), Марка (296 см). Созданные скульптором Пульманом (или Гульманом) статуи расположены фронтально, выполнены в стиле классицизма, с некоторыми чертами барочной выразительности.
Над нишами находятся прямоугольные окна и ниши. Часть стены без колоннады также членят пилястры и размещённые между ними на двух уровнях окна.
В центре купола возвышается фонарь, то есть световой барабан, с пилястрами, полукруглыми окнами и неглубокими прямоугольными нишами. Венчает храм ажурный крест.
Рядом с фасадом находятся надгробия с надписями на польском языке Магдалены Иллакович („Tu spoczywa / S P / Magdalenny z Dworzeckich / IŁŁAKOWICZOWA / Umarła 23 Lipca 1857 R / Wieku lat 67. / Stroszkani Mąź i dzieci / Prosza o westchnienie do Boga“), Иллаковича („Tu spoczywa / S P / J ... Naczka / IŁŁAKOWICZ / Umarł 2 stycznia 1869 R / Wieku lat 85. / Stroszkani dzieci i wnuki / Prosza o westchnienie do Boga“), священника Людвика Коссовского („Tu spoczy zwloki / s.p. / Xiędza Ludowika / KOSSOWSKIEGO / zm. 8 Septembra 1878 r. / wieku lat 37. / Kapłaństwa lat 15“). В другом месте имеется скромная надгробная плита семьи Воллков, захороненных в крипте, с лаконичной надписью („GROBY / RODZINY / WOŁŁKÓW“).

## Интерьер
Со сдержанным и строгим экстерьером контрастирует обильно декорированный интерьер храма. Высокий неф опоясывает дорический антаблемент. Метопы фриза расписаны гротесками, а купол — розетками и кессонами. У основания купола по стенам идёт галерея, похожая на массивный карниз. Другая галерея соединяет с двумя боковыми алтарями балкон с органом. Большой двухъярусный алтарь создал из гипса Игнацы Гульман (или Пульман; он же считается автором статуй евангелистов и апостолов снаружи). Роспись стен принадлежит Наполеону Иллаковичу. Интерьер костёла отличается особенно хорошей акустикой.
Над триумфальной аркой название храма на польском языке („KOŚCİOŁ TEN POD TYTUŁEM ŚEY TRÓJCY“). Надписи на арке содержат имена фундатора костёла, имена и титулы его строителей, датами возведения и освящения („W ROKU 1803 PRZEZ J. W. WALENTEGO WOŁCZĄCKİEGO BISKUPA TOMASSEŃSKIEGO ZAŁOŹONY, J. W. HİPPOLİT WOŁŁK W R.u 1822 UKOŃCZYŁ. / a Biskup Wileński Jędrzej Benedkt. Kłągiewicz w Ru 1834 Konsekrował“).